# Styrmisbók

Le Styrmisbók est un manuscrit médiéval islandais, rédigé par Styrmir Kárason, à partir de la version originale du Landnámabók écrite par Ari Þorgilsson et Kolskeggr Ásbjarnarsson. Styrmir s'est également basé sur d'autres sources, ce qui rend la reconstitution du texte original du Landnámabók difficile. Les versions du Landnámabók conservées aujourd'hui elles aussi ont complété le Styrmisbók par des informations issues de sources écrites ou orales.
À la fin du Hauksbók, Haukr Erlendsson indique :
« Maintenant que l'histoire des colons de l'Islande est achevée, selon ce que les sages ont écrit, les premiers étant le prêtre Ari Þorgilsson le Savant et Kolskegg le Sage. Mais moi, Haukr Erlendsson, écrit ce livre suivant celui écrit par Sturla l'homme de loi, un homme très savant, et aussi un autre livre, écrit par Styrmir le Savant »
— Haukr Erlendsson, Hausbók